# Lucy Alves (álbum)
Lucy Alves é o primeiro álbum de estúdio da cantora Lucy Alves, lançado em 2014 pela Universal Music. O álbum é uma compilação de onze clássicos do forró mais uma música inédita, "Se você vai, eu vou", de Carlinhos Brown e Marisa Monte, e tem a participação do cantor Alceu Valença na canção "Tropicana (Morena Tropicana)". A crítica não se empolgou com o trabalho, avaliando que o disco não permitiu que Lucy demonstrasse sua identidade musical, porém destacou o potencial futuro da cantora.

## Faixas
| N.º            | Título                                               | Compositor(es)                   | Duração |  |
| 1.             | "De volta pro aconchego"                             | Dominguinhos · Nando Cordel      | 2:35    |  |
| 2.             | "Frevo mulher"                                       | Zé Ramalho                       | 3:34    |  |
| 3.             | "Gostoso demais / Isso aqui tá bom demais"           | Dominguinhos · Nando Cordel      | 2:54    |  |
| 4.             | "Ai que saudade de ocê"                              | Vital Farias                     | 3:23    |  |
| 5.             | "Tropicana (Morena Tropicana)" (part. Alceu Valença) | Alceu Valença · Vicente Barreto  | 4:02    |  |
| 6.             | "Olhos nos olhos"                                    | Chico Buarque                    | 3:54    |  |
| 7.             | "Se você vai, eu vou" (inédita)                      | Carlinhos Brown · Marisa Monte   | 4:01    |  |
| 8.             | "Qui nem jiló"                                       | Luiz Gonzaga · Humberto Teixeira | 1:54    |  |
| 9.             | "Festa do interior"                                  | Moraes Moreira · Abel Silva      | 2:44    |  |
| 10.            | "Segue o seco"                                       | Carlinhos Brown                  | 2:27    |  |
| 11.            | "Disparada"                                          | Geraldo Vandré · Théo de Barros  | 2:07    |  |
| 12.            | "Amor a perder de vista"                             | Lucy Alves · Badu                | 4:04    |  |
| Duração total: | Duração total:                                       | Duração total:                   | 36:39   |  |